# Ella Koon
Ella Koon Yun Na (spreek uit als [Eh-Laa Koen Yan Naa]) (Tahiti, 9 juli 1979) is een Chinees-Frans fotomodel en actrice. Ze is geboren in Tahiti, dat behoort tot Frans-Polynesië, maar is in Hongkong opgegroeid.
Nadat ze haar middelbare school in Birmingham, Engeland had afgemaakt, begon ze als model in 2000 en verscheen ze in de film I Do. In 2004 begon ze met zingen en maakte het debuutalbum Original. Ellacadabra is haar tweede album en kwam eind 2005 uit.
Midden 2005, schitterde ze als TVB actrice in de TVB-serie Revolving Doors of Vengeance (酒店風雲). Dit maakte haar zeer bekend. In 2007 speelde ze ook mee in de TVB-serie Survivor's Law II.

## Discografie
- Original (2004)
- Ellacadabra (2005)
- Abnormal (失常, 2006)

## Filmografie
- I Do (戀性世代, 2000)
- My Sweetie (甜絲絲, 2004)
- Medical Detectives (醫學神探, 2005)
- Drink, Drank, Drunk (千杯不醉, 2005)
- Revolving Doors of Vengeance (酒店風雲, 2005)
- The Shopaholics (最愛女人購物狂, 2006)
- Without Words (地老天荒, 2006)
- Undercover Hidden Dragon (至尊無賴, 2006)
- The Dream of Red Chamber (紅樓夢, 2007)
- Survivor's Law II (律政新人王 2, 2007)
- Muddy but Pure White (泥巴色的純白, 2008)
- Playboy Cop (花花型警, 2008)
- Look for a Star (游龍戲鳳, 2009)
- Short of Love (矮仔多情, 2009)
- Ice Age: Dawn of the Dinosaurs (冰河世紀三, 2009)
- Rebellion (2009)
- Here Comes Fortune (2010)
- 72 Tenants of Prosperity (72家租客, 2010)
- The Princess and the Frog (voice) (公主與青蛙, 2010)
- Merry-Go-Round - Merry (2010)

## Tv-series
- Sunshine Heartbeat (赤沙印記/四葉草2, 2004)
- Revolving Doors of Vengeance (酒店風雲, 2005)
- Medical Detectives (醫學神探, 2005)
- The Dream of Red Chamber (紅樓夢, 2007)
- Survivor's Law II (律政新人王 2, 2007)
- Dressage To Win (盛裝舞步愛作戰, 2008)
- This Is My Home (我是香港人, 2008)
- Gourmet Secret Agent Series (日日有食神, 2009)
- Hong Kong Land History (老土正傳, 2009)
- Room to Let (有房出租, 2009)
- Room to Let 2 (有房出租II, 2010)
- Only You (2011)
- Super Snoops (2011)
- Highs and Lows (2012)